# Lisa vs. Malibu Stacy
"Lisa vs. Malibu Stacy" (no Brasil, "Lisa e a Boneca Falante") é o 14.º episódio da quinta temporada de The Simpsons. Foi ao ar pela primeira vez na Fox Broadcasting Company nos Estados Unidos em 17 de fevereiro de 1994. O episódio foi escrito por Bill Oakley e Josh Weinstein e dirigido por Jeff Lynch. A convidada Kathleen Turner estrelou como Stacy Lovell, criadora da Malibu Stacy.
O episódio descreve Lisa desafiando a fabricante da Malibu Stacy a fazer uma boneca menos sexista. Com a criadora original, Stacy Lovell, Lisa cria um novo modelo para influenciar positivamente as garotas. O seu conceito originou-se a partir da boneca Teen Talk Barbie, que "falava" frases estereotipadas de uma adolescente estadunidense de classe média. A obra teve recepção positiva dos críticos, e em sua transmissão original marcou 11,6 pontos; sendo o segundo programa de maior audiência da emissora naquela semana.

## Enredo
Na ida ao shopping, Lisa compra ansiosamente a versão falante da boneca Malibu Stacy, mas fica desapontada quando a boneca diz frases "sexistas" como "Pensar demais dá rugas" e "Não me pergunte, sou apenas uma garota". Após reclamarem como são tratados devido à idade, Lisa e Vovô Simpson decidem mudar: Vovô consegui um emprego no Krusty Burger e sua neta se encontra com a criadora da Malibu Stacy, Stacy Lovell. Entretanto, o primeiro citado desiste do seu trabalho após perceber como idosos são tratados.
Waylon Smithers ajuda Lisa a encontrar Lovell; seguidamente ambas decidem criar uma nova boneca falante, Lisa Lionheart, esta com a voz de Lisa. A boneca, projetada para ser mais realista que a Malibu Stacy, diz frases inspiradoras e promissoras para as garotas. No entanto, os executivos da Malibu Stacy ficam sabendo de seu desenvolvimento e temem que o novo modelo seja uma ameaça as suas vendas. Após um lançamento abaixo do esperado, Lisa Lionheart é citada no noticiário de Kent Brockman. No dia seguinte, várias garotas e Smithers dirigem-se ao shopping para comprar Lionheart, mas um carrinho de bonecas da Malibu Stacy com novos chapéus é posto à frente. Então, Lisa critica as reedições baratas da Malibu Stacy, só que a multidão vasculha o carrinho de qualquer maneira. Apenas uma garotinha escolhe a boneca de Lisa, tal contém-se de esperança.

## Produção
O episódio foi escrito por Bill Oakley e Josh Weinstein, contando com a direção de Jeffrey Lynch. Antes da obra ir ao ar, Malibu Stacy já havia aparecido várias vezes no programa. A equipe criativa estava tentando criar um enredo envolvendo as empresas fictícias do universo de The Simpsons, e Oakley sugeriu um episódio envolvendo a fabricante da Malibu Stacy. O seu conceito originou-se a partir da boneca Teen Talk Barbie, que causou polêmica na década de 1990 nos Estados Unidos. No mês de julho de 1992, a Mattel lançou a Teen Talk Barbie, que falava várias frases, incluindo: "Será que teremos roupas o suficiente?", "Adoro fazer compras!" e "Vamos fazer uma festa com as pizzas?". Cada boneca foi programada para dizer quatro das possíveis 270 frases, havendo mais de 200 milhões de combinações. Também foi incluído a frase "Matemática é difícil!". Embora apenas 1,5% de todas as bonecas vendidas dissessem tal trecho, críticas vieram da Associação Americana de Mulheres Universitárias, que declarou ser humilhantes para as mulheres. Em outubro de 1992, a Mattel anunciou que o produto não diria tais palavras.
Oakley e Weinstein decidiram incluir Abe no episódio porque tinham uma "obsessão" por idosos. Weinstein afirmou que ambos "adoram o personagem e o detestam" ao mesmo tempo. Também disse que gosta de personagens como o Sr. Burns devido a sua "desorientação". David Mirkin, produtor executivo, achou difícil tornar Abe engraçado visto que o mesmo é "chato e desinteresse". Quando o episódio estava em produção, a esposa de Oakley, Rachel Pulido, era colecionadora da Barbie. Isso inspirou o fato de Smithers ser o maior colecionador da Malibu Stacy em Springfield. A convidada Kathleen Turner estrelou como Stacy Lovell, e Mirkin acrescentou que gostou de trabalhar com ela e achou que tal possuiu uma das melhores atuações no seriado.

## Referências culturais

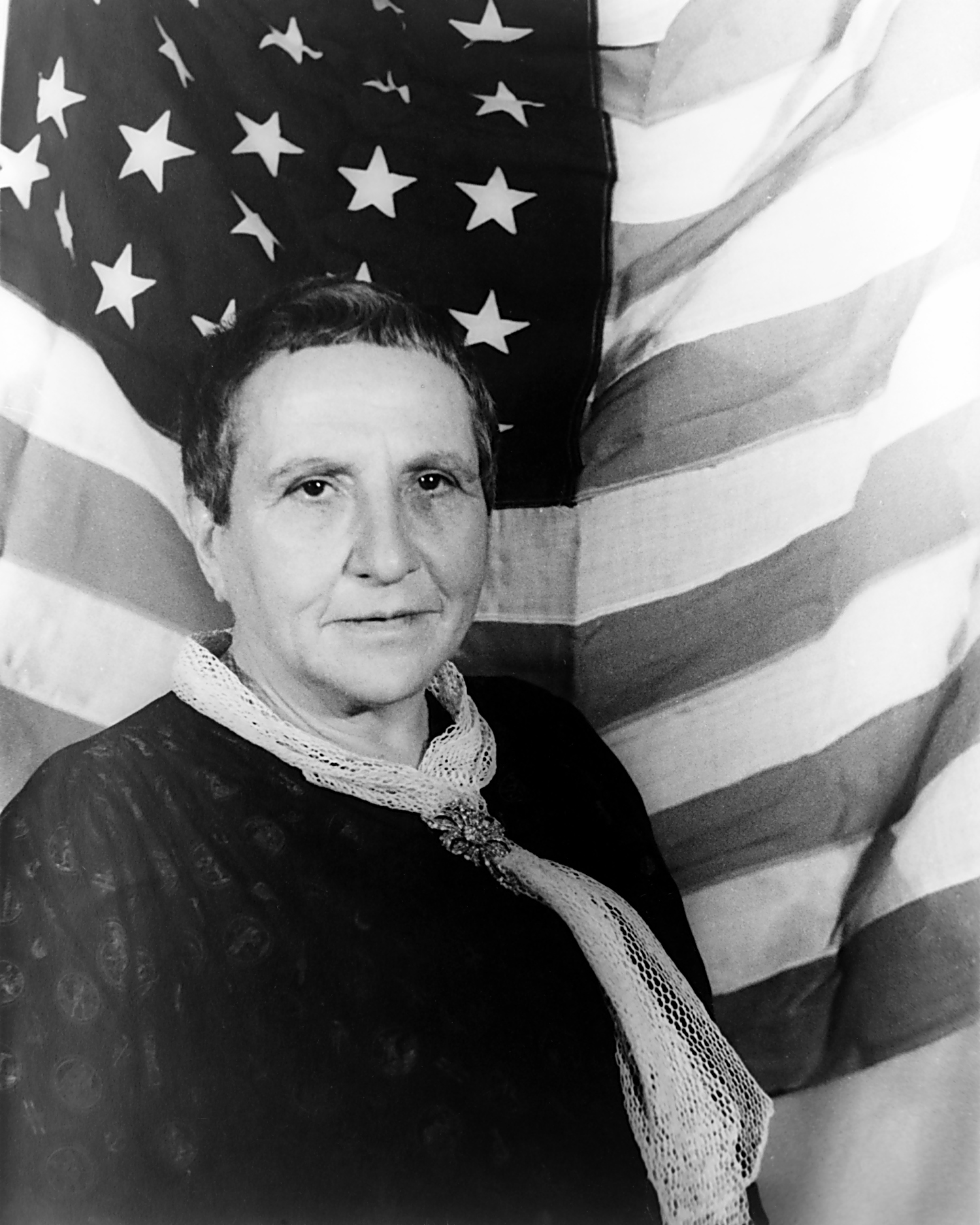
Lisa almeja que sua boneca, Lisa Lionheart, tenha a sabedoria da escritora Gertrude Stein.